# George Martin (producent)
Sir George Henry Martin (ur. 3 stycznia 1926 w Londynie, zm. 8 marca 2016) – brytyjski producent muzyczny, kompozytor, dyrygent, muzyk i aranżer.
Był producentem i aranżerem większości nagrań zespołu The Beatles, a ze względu na istotny wpływ na ostateczną postać twórczości grupy bywa nazywany „Piątym beatlesem”.

## Życiorys
W dzieciństwie nauczył się gry na fortepianie, w latach szkolnych prowadził zespół taneczny The Four Tune Tellers. W latach 1943–1947 służył w brytyjskim lotnictwie marynarki wojennej (Fleet Air Arm), w stopniu oficerskim. Następnie ukończył londyńską szkołę muzyczną Guildhall School of Music, uczył także gry na oboju.
Pracował w bibliotece muzycznej rozgłośni BBC. W 1950 został zatrudniony jako asystent szefa artystyczno-programowego wytwórni Parlophone, oddziale EMI zajmującym się muzyką poważną. Następnie został producentem w tejże wytwórni, współtworzył nagrania wykonawców, takich jak m.in. Peter Ustinov, Peter Sellers, The Temperance Seven, Bernard Cribbins, Rolf Harris, Peter Cook, Dudley Moore i Matt Monroe. W 1955 został dyrektorem Parlophone.
W 1962 nawiązał współpracę z zespołem The Beatles, wcześniej przesłuchawszy ich taśmy odrzucone przez Decca Records. Wiele z jego pomysłów studyjnych zostało z powodzeniem wykorzystanych w utworach The Beatles, m.in. orkiestracje (w „A Day in the Life”, „Eleanor Rigby” czy „Yesterday”), tricki (łączenie dwóch różniących się tempem i tonacją wersji „Strawberry Fields Forever”, muzyka „cyrkowa” w „Being for the Benefit of Mr. Kite!”) czy efekty (głos syreny policyjnego radiowozu w „I Am the Walrus”). W wielu utworach Beatlesów grał także na różnych instrumentach (pianino, trąbka, fortepian) oraz dyrygował orkiestrą.
W styczniu 1967 założył niezależne studio nagrań Associated Independent Recordings.
Jest autorem ścieżki muzycznej do filmu Żółta łódź podwodna (muzyka z tego filmu jest dostępna na oryginalnej, wydanej w 1968 płycie Yellow Submarine (cała druga strona wydawnictwa).
Współpracował również z brytyjskim zespołem Ultravox, z którym wyprodukował w 1982 album Quartet.
W 1988 za zasługi dla przemysłu muzycznego został komandorem Orderu Imperium Brytyjskiego (CBE), a w 1996 otrzymał tytuł szlachecki (rycerski) Sir. W 1999 został wprowadzony do Rock and Roll Hall of Fame.
W 1998 wydał płytę In My Life zawierającą 14 piosenek The Beatles w wykonaniu różnych artystów, takich jak m.in. Robin Williams, Jim Carrey, Bobby McFerrin, Jeff Beck, Céline Dion, Billy Connolly, Sean Connery czy Phil Collins.
W 2006 ukazała się płyta Love zespołu The Beatles, której Martin wraz z synem Gilesem był producentem i koordynatorem.
Był ojcem producenta Gilesa Martina.

## Dyskografia
- A Hard Day's Night: Instrumental Versions of the Motion Picture Score (1964)
- Off the Beatle Track (1964)
- Help! (1965)
- George Martin Instrumentally Salutes The Beatle Girls (1966)
- Live and Let Die (1973)
- In My Life (1998)
- Produced by George Martin (2001)
- The Family Way (2003)